# Festa de Iemanjá da Praça dos Orixás
A Praça dos Orixás e Festa de Iemanjá, mais conhecido como Festa de Iemanjá, é um evento cultural afro-brasileiro que ocorre na Praça dos Orixás, em Brasília, no Distrito Federal. Tem como objetivo homenagear Iemanjá, orixá que rege o mar nas religiões do candomblé e umbanda; assim como Oxum, orixá das águas doces na cultura africana.
Desde dezembro de 2018, a Festa de Iemanjá, sediada na Praça dos Orixás, é considerada patrimônio cultural imaterial, após ser homologado pelo Conselho de Defesa do Patrimônio Cultural do Distrito Federal (Condepac).

## História

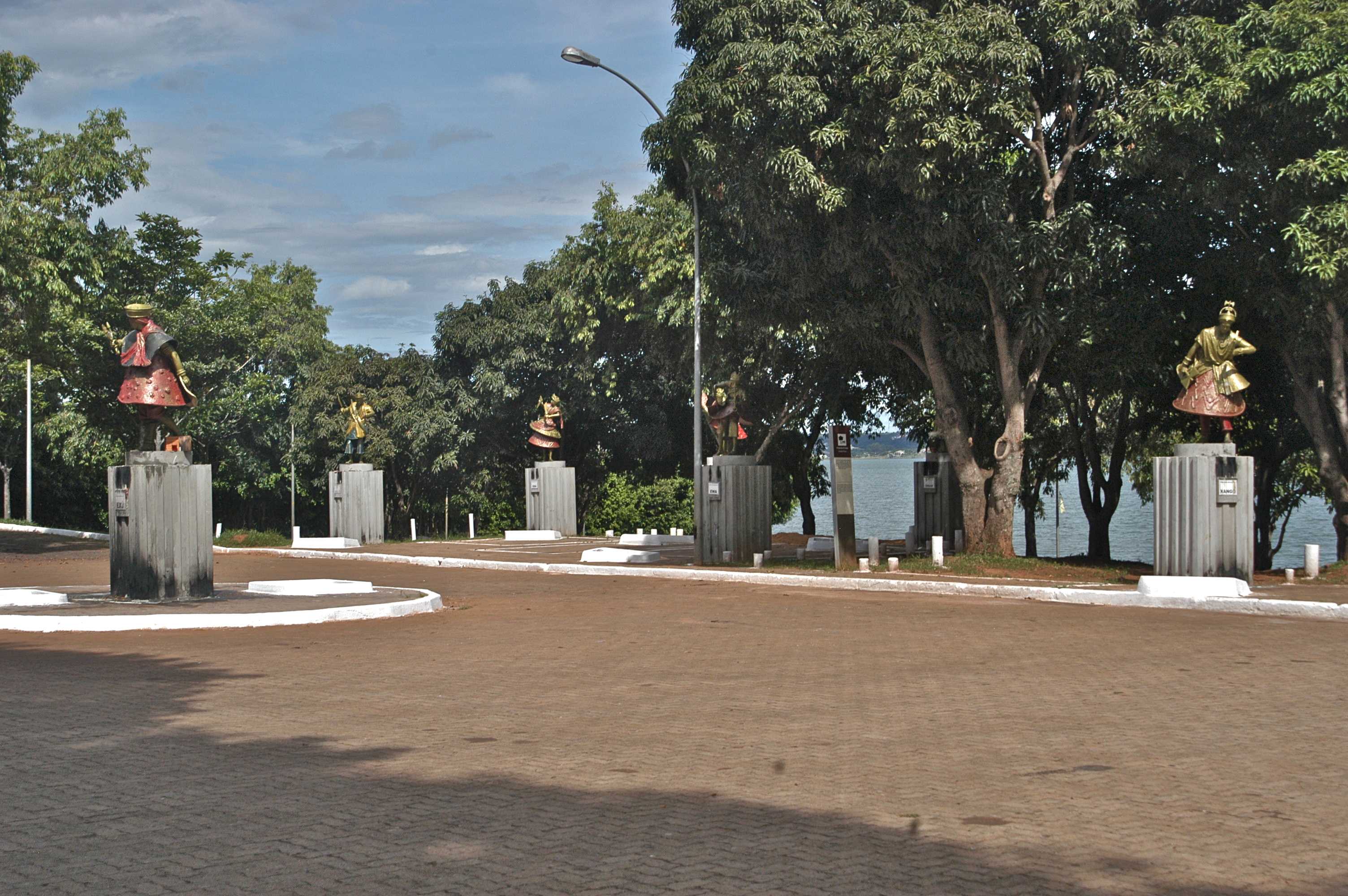
A Praça dos Orixás é o espaço do evento cultural afro-brasileiro.

O evento homenageia Iemanjá, rainha do mar das religiões Candomblé e Umbanda; além de Oxum, considerada a dona das águas doces da cultura africana. Realizada na Praça dos Orixás, espaço que é referência simbólica da cultura negra e africana do Distrito Federal. De acordo com o subsecretário do Patrimônio Cultural, Gustavo Pacheco, a Praça dos Orixás e a Festa de Iemanjá são notáveis para a história de Brasília.
| “ | A importância transcende em muito os segmentos da população que praticam as religiões de matriz africana / Os registros de uso do espaço são da década de 1960. Desde então, a Festa de Iemanjá era a grande festa popular do réveillon. | ” |
|   | — Gustavo Pacheco, subsecretário do Patrimônio Cultural. |   |

Em dezembro de 2018, a Praça dos Orixás e a Festa de Iemanjá foram incluídas, respectivamente, no Livro dos Lugares e no Livro das Celebrações, após serem reconhecidas como patrimônio cultural imaterial, homologado pelo Conselho de Defesa do Patrimônio Cultural do Distrito Federal (Condepac).

#### Praça dos Orixás
A Praça dos Orixás, também chamada de "Prainha" está localizada no Lago Sul. Rituais de celebração à Iemanjá foram iniciados no local desde os anos 1960.
A Praça foi inaugurada no ano de 2000 [carece de fontes?] com um panteão de dezesseis orixás, obras do artista plástico Tatti Moreno, o mesmo artista que assina os oito esculturas sobre o espelho d'água do Dique do Tororó em Salvador - BA.
Os orixás de Tatti Moreno:

#### Festa de Iemanjá
Os rituais à Iemanjá iniciados nos anos 1960 no local onde atualmente está a Praça do Orixás tornaram-se conhecidos como Festa de Iemanjá, que é realizada anualmente, no dia 1° de janeiro.[carece de fontes?]